# Pénélope Bonna
Pénélope Bonna (ur. 22 maja 1988) – francuska judoczka, mistrzyni Europy.
Największym sukcesem zawodniczki jest złoty medal mistrzostw Starego Kontynentu w 2011 roku w Stambule w kategorii do 52 kg.